# Darmstädter Jazzforum
Das Darmstädter Jazzforum ist weltweit das einzige regelmäßig stattfindende wissenschaftliche Symposium zu Fragen der Jazzforschung. 
Das Darmstädter Jazzforum wurde im Zusammenhang mit der Gründung des Jazzinstituts Darmstadt etabliert und findet seit 1989 alle zwei Jahre in Darmstadt statt. Neben wissenschaftlichen Referaten und Diskussionen zu vorab festgelegten Themen aus dem Bereich des Jazz finden auch die Themen illustrierende Konzerte statt.
Zwischen 1991 und 2022 wurde das Jazzforum von Wolfram Knauer für das Darmstädter Jazzinstitut konzipiert und durchgeführt. Das 2. Darmstädter Jazzforum war dem Thema „Jazz und Komposition“ gewidmet. Im Oktober 1993 fand das 3. Darmstädter Jazzforum zum Thema „Jazz in Europa“,im September 1995 das 4. Darmstädter Jazzforum zum Thema „Jazz in Deutschland“, im Oktober 1997 das 5. Darmstädter Jazzforum zum Thema „Jazz und Sprache/Sprache und Jazz“ statt. Das 6. Darmstädter Jazzforum beleuchtete im Oktober 1999 „Duke Ellington und die Folgen“, während im September 2001 das 7. Forum das Thema „Jazz und Gesellschaft (Sozialgeschichtliche Aspekte des Jazz)“ vertiefte. 2003 ging es auf dem 8. Jazzforum um das „Improvisieren“, während im Herbst 2005 das Thema „Verrat !!! ... oder Chance? – Der Jazz und sein gespaltenes Verhältnis zur Popularmusik“ abgehandelt wurde. Im Oktober 2007 wurde auf der 10. Konferenz „The World Meets Jazz“ ins Zentrum gestellt, wobei es weniger um das Thema Weltmusik ging als darum, ob Musiker in aller Welt, die sich dem Jazz seit Beginn des 20. Jahrhunderts zuwandten, dessen afro-amerikanische Wurzeln genauso kennen mussten wie die eigenen Traditionen, die sie mit einbrachten. Dann wurden Themen wie Jazz. Schule. Medien., Gender und Identität im Jazz oder Positionen! Jazz und Politik bearbeitet.
Die Vorträge aller Jazzforen werden durch ausführliche Tagungsberichte dokumentiert, die im Wolke-Verlag in Hofheim am Taunus veröffentlicht werden. Bislang sind 18 Bände erschienen. Herausgeber von Band 1 war Ekkehard Jost; die Herausgabe von Band 2 bis 18 verantwortete Wolfram Knauer.